# Fiorina
Fiorina è una curazia (frazione) del castello di Domagnano, nella Repubblica di San Marino.

## Geografia fisica
La curazia sorge a nord di Domagnano e molto vicina all'abitato di Serravalle.

## Economia
Nella località, in cui vivono 889 abitanti, erano in esercizio industrie manifatturiere, in particolare del settore della meccanica di precisione e della valigeria.
Le industrie manifatturiere non esistono più: i loro fabbricati sono stati riconvertiti in edifici polifunzionale per servizi e commercio.

## Punti d'interesse
La chiesa di Fiorina, appartenente alla parrocchia di Domagnano, è dedicata alla Natività della Beata Vergine Maria e la sua festa ricorre la seconda domenica del mese di settembre.